# Torrelaguna
Torrelaguna è un comune spagnolo di 2 942 abitanti situato nella comunità autonoma di Madrid.
Il comune è visitato per la chiesa parrocchiale della Maddalena, iniziata nel XIV secolo ed inaugurata nel XVIII secolo, è uno dei migliori esempi di architettura gotica nella comunità di Madrid.
Il comune è famoso anche per fedeli e storici in quanto Sant' Isidoro l'agricoltore ha lavorato queste terre subito dopo l'anno mille.